# Bertil Hallin

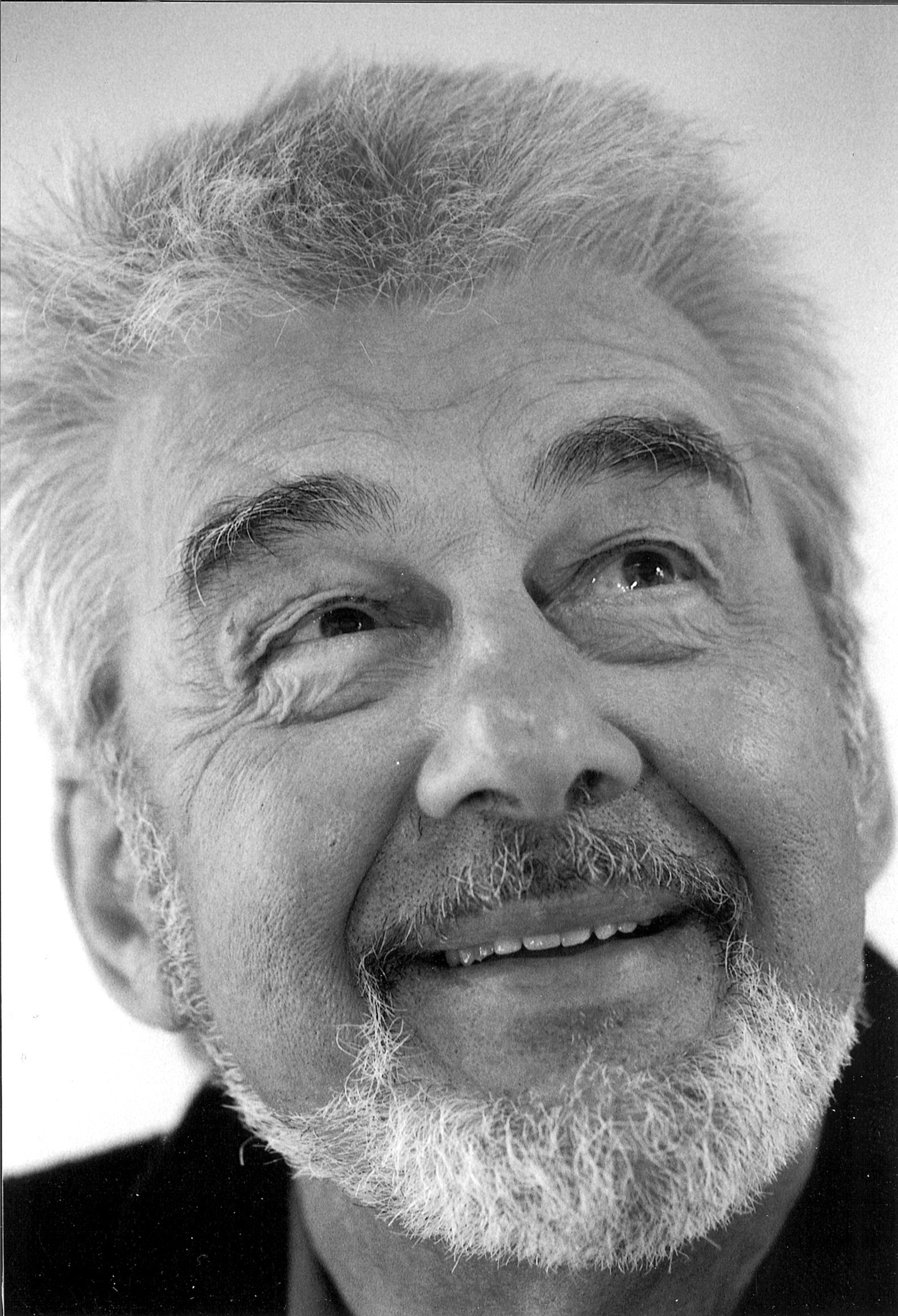
Bertil Hallin

Lars Bertil Hallin, född 30 december 1931 i Malmö Sankt Pauli församling, Malmöhus län, är en svensk kyrkomusiker och musikpedagog, verksam i Malmö. Han deltog som musikexpert i 1969 års psalmkommitté, som ledde till skapandet av 1986 års svenska psalmbok.

## Biografi
Hallin avlade organist- och kantorsexamen samt folkskollärarexamen i Lund 1952 resp 1953. Åren 1961-66 bedrev han studier vid Lunds Stads Musikkonservatorium. Han avlade 1965-66 som privatist högre kantors- och organistexamen vid Musikhögskolan i Stockholm och 1968 musiklärarexamen vid Musikhögskolan i Malmö. Han har bland annat bedrivit studier för Olle Nilsson och Gotthard Arnér (orgel), Kåge Dominique (piano), Sten-Åke Axelsson och Arne Hammelboe (orkesterdirigering), Eric Ericsson (kördirigering), John Fernström (kontrapunkt), Ulf Björlin (formlära), Valdemar Söderholm (harmonilära) samt Leif Kayser (komposition). 
Bertil Hallin verkade först som skolkantor (folkskollärare och kantor) i Andrarum (1953-56) och Revinge (1956-1969). Våren 1969 tjänstgjorde han som lärare i musik vid S:t Petri gymnasium i Malmö och höstterminen samma år tillträdde han tjänst som lektor vid Lärarhögskolan i Malmö. Från 1978 fram till pensioneringen 1997 tjänstgjorde han som universitetslektor vid Musikhögskolan i Malmö där han undervisade blivande musiklärare i musikens metodik. 
Under några år i slutet av 1960-talet var han dirigent och konstnärlig ledare för Lunds Akademiska kör. 
1971 tillsattes Bertil Hallin som expert åt 1969 års psalmkommitté och deltog i förberedelsearbetet och tillkomsten av den nya svenska psalmboken. 1972 erhöll han Lunds Stads Kulturstipendium.

## Kompositioner
Hallin har verkat som kompositör av dels barnvisor till texter av Britt G Hallqvist och Marianne Aspelin/Hallin, dels psalmer och andliga visor till texter av Britt G Hallqvist, Anders Frostensson, Olov Hartman och Bo Setterlind. Några av dessa sjöngs in av Lena Granhagen på grammofonskivan “Det brinner i min grannes hus”.
För Lunds Stifts Kyrkospel skrev han musik till ett flertal kyrkospel av bland annat Gunnar Edman, Olov Hartman och Bo Setterlind. 
1966 skrev han för Teater 23 i Malmö musiken till Brechts “Regeln och Undantaget”. 1969 komponerade han inför Lunds Stifts Kyrkomusikerförenings 70-årsjubileum musiken till mässan “Kontakt”. 1973 skrev han för Blekinge läns teater musiken till “Utklassad? Rapport från grundskolan”, insjungen på grammofonskiva med Monica Nielsen och Lisa Hallberg.
I Den svenska psalmboken med Verbums tillägg 2003 är han representerad med musiken till psalm 587, Olov Hartmans miljöpsalm “Gud skapade de klara vattnen” samt psalm 741, Britt G Hallqvists påskvisa “Graven ligger tom”. I “Psalmer och sånger” med Tillägg 2003 återfinns dessutom visorna “Käre vår Herre” (psalm 363) och “Med små lamm” (Psalm Tillägg 852) med texter av Britt G Hallqvist. 
Han är representerad med främst barnvisor i över 300 olika publikationer utgivna i flera länder både inom och utom Europa. I Sverige bland annat i “Barnens Svenska Sångbok” (Bonniers 1999) samt i barnpsalmböckerna “Kyrksång” (Verbum 2001) och “Nya Barnpsalmboken” (Libris 2001). Tillsammans med Britt G Hallqvist gav han ut barnvisesamlingarna “Titta vad jag fann!”, “Det visste inte kejsar’n om”, insjungna på grammofon-skiva av Ulla Neumann, och “Min vän är musikant”. Med Marianne Aspelin/Hallin gav han ut samlingarna  “Jag och de andra” och “Precis som jag?”, insjungna på grammofonskiva av Lisa Hallberg, Lasse Ängeborn och Jonas Hallin. I samarbete med Per Åhlin gav han hösten 2019 ut visboken Gastkramar som innehåller fjorton barnvisor med texter av Britt G Hallqvist.
Hallin gav i början av 70-talet ut vissamlingen “Fred Frid Frihet” och tillsammans med Lisa Hallberg “Barnvisboken” (När? Var? Hur?). Han var också initiativtagare och en av författarna till de uppmärksammade sångsamlingarna “Sångboken - vår gemensamma sångskatt” och “Lilla Sångboken” (1984 resp 1985), båda med illustrationer av konstnären Åke Arenhill. 
Hallin har deltagit i den pedagogiska debatten bland annat med kultur- och debattartiklar i olika tidningar och tidskrifter, främst Sydsvenska Dagbladet och Musikkultur.

## Psalmer
- Graven ligger tom (1986 nr 741) tonsatt 1971
- Gud skapade de klara vattnen (1986 nr 587, P&S 359) tonsatt 1970
- Käre vår Herre (P&S nr 363)
- Med små lamm i lugn och ro (P&S tillägg nr 852)

### Fotnoter
1. 1 2 3  Sveriges befolkning 2000, Sveriges Släktforskarförbund, 2020, läst: 13 oktober 2022.[källa från Wikidata]
2. ↑  Sveriges befolkning
2000:
Hallin, Lars Bertil
(1931-12-30)
Försäkringskassan, uttag avseende 20001231 (2014)
3. ↑  ”Musikmakare bakom psalmer och barnvisor”. Sydsvenskan. 28 december 2006. http://www.sydsvenskan.se/familj/fodelsedag/musikmakare-bakom-psalmer-och-barnvisor/. Läst 22 december 2014.